# Бібліотека імені Остапа Вишні (Київ)
Бібліотека імені Остапа Вишні (Київ) — бібліотека Печерського району Києва, розташована у будинку № 9 на вулиці Михайла Грушевського.

## Адреса
01010 м.Київ, вулиця Михайла Грушевського, 9
Попередня адреса:
01021 м.Київ, вулиця Кловський узвіз , 4

## Характеристика
Площа приміщення бібліотеки — 354 м², книжковий фонд — 47,2 тис. примірників. Щорічно обслуговує близько 4,0 тис. користувачів, кількість відвідувань за рік — 22,0 тис., книговидач — 85,0 тис. примірників.

## Історія бібліотеки
Бібліотека заснована у 1957 році. 1958 року бібліотеці присвоєно ім'я Остапа Вишні. 2003 року створено та відкрито Інтернет-центр (4 робочі місця) для користувачів бібліотеки.
Бібліотечне обслуговування: абонемент, читальний зал, Центр комплексного бібліотечного обслуговування «Світ жінки на Печерську». У бібліотеці працює любительський клуб «Вікторія».